# VdB 13
vdB 13 è una piccola nebulosa diffusa, visibile nella costellazione dell'Ariete.
Si può individuare partendo dalla stella 41 Arietis, una stella bianco-azzurra di sequenza principale di magnitudine 3,6, e spostandosi di circa 3,5° in direzione ENE fino a raggiungere una stella arancione di magnitudine 4,5 che nelle mappe non riporta né una lettera greca né un numero, ma solo la sigla HD 20644; da qui si prosegue verso nordest per poco più di due gradi, fino a raggiungere la nebulosa. vdB 13 può essere vista con un telescopio a forti ingrandimenti ed eventualmente con opportuni filtri, anche se nelle fotografie a lunga posa rivela dettagli maggiori; si presenta di colore marcatamente azzurro a causa della riflessione della luce proveniente da HIP 15984, una stella azzurra di classe spettrale B8.
La regione nebulosa illuminata dalla stella fa parte di un grande complesso nebuloso noto come Nube di Perseo, di cui costituisce l'estremità più remota e alla latitudine galattica più elevata; pochi primi a SSW della stella centrale è presente una seconda chiazza luminosa, posta sul bordo di una nebulosa oscura molto densa, nota come B 203. Circa un grado a sud è ben evidente una grande nebulosa oscura, catalogata come B 202 (o LDN 1451), a cui è connessa un'altra nube (B 204 o LDN 1455), la cui parte meridionale è illuminata da una stella bianco-gialla e viene catalogata come vdB 16. Nell'intera regione sono attivi dei fenomeni di formazione stellare, testimoniati dalla presenza di oggetti stellari giovani; la distanza del sistema è stimata sui 980 anni luce dal sistema solare.